# Santa Maria do Salto
Pour les articles homonymes, voir Santa Maria.
Santa Maria do Salto est une ville brésilienne de l'État du Minas Gerais.
Sa population était estimée à 5 293 habitants en 2010 et elle s'étend sur 442,101 km2.
Elle appartient à la Microrégion d'Almenara dans la Mésorégion du Jequitinhonha.